# Hanns-Kristian Rjosk
Hanns-Kristian Rjosk (* 17. Oktober 1943 in Görlitz; † 20. August 2007 in Ebbs, Österreich) war ein deutscher Mediziner und Pionier auf dem Gebiet der Reproduktionsmedizin.

## Leben
Hanns-Kristian Rjosk studierte Humanmedizin in München und Bern und wurde bereits zu Beginn Mitglied der christlichen Studentenverbindungen Münchener Wingolf und, während zwei Auslandssemester, Zähringia Bernensis. Später trat er dem Wingolf zu Wien bei. Er arbeitete von 1966 bis 1970 in der Arbeitsgruppe von H. Dannenberg am Max-Planck-Institut für Biochemie, wo er 1969 zum Dr. med promovierte. 1972 trat er als Assistent mit dem Schwerpunkt Frauenheilkunde in die I. Universitätsfrauenklinik in München ein. In einer interdisziplinären Arbeitsgruppe gemeinsam mit der Abteilung für Endokrinologie der Medizinischen Klinik München erzielte er dort weitgehende Aufklärung der Pathophysiologie, Diagnostik und Therapie der hyperprolaktinämischen Sterilität sowie wesentlicher Elemente der Physiologie und Pathophysiologie der Laktation. Wichtige Mitstreiter waren Kurt Holzmann und später Richard Goebel, Harald Mickan und Dieter Berg. Mit zahlreichen Beiträgen hat Rjosk wesentliche Erkenntnisse über die Rolle des Prolaktins unter physiologischen und pathologischen Bedingungen publiziert.
1977 erhielt Rjosk die Facharztanerkennung, wurde 1979 klinischer Oberarzt und habilitierte sich 1981 über das Thema Hyper-prolaktinämische Sterilität: Klinik, endokrine Befunde, Therapie. Ebenfalls 1981 erhielt er für seine wissenschaftlichen Verdienste auf diesem Fachgebiet von der Deutschen Gesellschaft für Endokrinologie den Schoeller-Junkmann-Preis. Nach einem Studienaufenthalt am Royal Women’s Hospital in Melbourne 1983 begründete Rjosk mit drei Kollegen die erste IVF-Arbeitsgruppe in München. 1984 wurde er an der Ludwig-Maximilians-Universität zum C2-Professor ernannt.
Ab 1985 baute er ein privates Institut für Reproduktionsmedizin auf, aus dem sich das heutige Hormonzentrum an der Oper entwickelte. 1987 verließ er die Klinik endgültig, um sich dieser Tätigkeit zu widmen.
Von 1993 bis 1995 leitete er zusätzlich das Anfang der 1980er Jahre gegründete Deutsche IVF-Register. In Zusammenarbeit mit der Ärztekammer Westfalen-Lippe und einer EDV-Firma versuchte er, die Eingabesoftware zu verbessern. Aufgrund finanzieller Restriktionen gelang dies jedoch nur teilweise. Auf seine Initiative hin wurde die Bayerisch-Ungarische Gesellschaft für Reproduktionsmedizin ins Leben gerufen.

## Veröffentlichungen (Auswahl)
- Die Verteilung des Tritium-markierten Carcinogens trans-4-Dimethylaminostilben und der beiden unwirksamen Vergleichssubstanzen cis-4-Dimethylaminostilben und 4-Dimethylaminobibenzyl in der Ratte, München, 1969.
- mit R. Goebel, E. Kuss: Diagnostische Wertigkeit der Serumöstrogenbestimmung im Vergleich mit anderen chemischen Überwachungsmethoden bei Risikoschwangerschaften. In: Joachim Wolfram Dudenhausen, Erich Saling, Eberhard Schmidt (Hrsg.): Perinatale Medizin. Bd. VI, Thieme, Stuttgart 1975, S. 143–144.
- mit H. Mickan, I. Eversmann, J. Zander (1979): Diagnostik und Therapie der primären Amenorrhoe, in: Archives of Gynecology 228,411-412.
- mit E. Brusis, E. Kuss (1979): Diagnostic value of amniotic fluid AFP in Rh-sensitized pregnancies, in: H. K. Weitzel, J. Schneider (Hrsg.): Alpha-Fetoprotein in Clinical Medicine, Verlag Thieme, Stuttgart, Seiten 84–87.
- mit E. Brusis, E. Kuss (1980): Wertigkeit der Alpha-l-Fetoprotein-Bestimmung im Fruchtwasser für die Diagnose fetaler Mißbildungen bei Patientinnen mit Hydramnion, in: Geburtsh. Frauenheilk. 40, 818-822.
- mit E. Brusis, E. Kuss (1983): Diagnostische Wertigkeit der Prolaktinkonzentration des Fruchtwassers bei Rhesusinkompatibilität, in: Arch. Gynecol. 235, 454-457.
- Sterilität durch Hyperprolaktinämie: Klinik, endokrine Befunde, Therapie, Verlag Urban & Schwarzenberg, München, Wien, Baltimore, 1983.
- mit D. Berg, E. Hinrichsen, H. Mickan, J. Zander (1985): Induction of ovulation by pulsatile administration of Gonadotrop(h)in releasing hormone, in: Archives of Gynecology 237,215 (Abstract).
- mit D. Berg, H. Mickan, E. Kuss. J. Zander (1985): Induction of ovulation in amenorrhea infertile women with pulsatile administration of gonadotropin releasing hormone. In: M. Schmidt-Gollwitzer, R. Schley (Hrsg.): LH-RH and its Analogues: Fertility and Antifertility Aspects, Verlag de Gruyter, Berlin u. a., Seiten 25–32.